# Wilhelm Büsing
Wilhelm Büsing (n. 2 martie 1921, Jade, Republica de la Weimar – d. 25 iunie 2023) a fost un sportiv ce a reprezentat Germania, medaliat olimpic. A participat la o ediție a Jocurilor Olimpice (1952) în care a câștigat o medalie de argint și o medalie de bronz.